# Dambouk Khpos
Dambouk Khpos es una comuna (khum) del distrito de Angkor Chey, en la provincia de Kompot, Camboya.
Se encuentra ubicada al sur del país, a escasa distancia de los montes Cardamomo, del parque nacional de Preah Monivong, de la costa del golfo de Tailandia y de la frontera con Vietnam.

## Demografía
En el censo de 1998, la población era 13.937 habitantes. Para el año 2008, la población era censada era 13.887 personas.
En el último censo de 2021, la población descendió a 13.133 habitantes, de los cuales 6.165 eran hombres y 6.968 eran mujeres. La densidad poblacional para ese año era de 213,5 hab./km².